# Leśniczówka (Ostojów)
Leśniczówka – osada leśna wsi Ostojów w Polsce położona w województwie świętokrzyskim, w powiecie skarżyskim, w gminie Suchedniów.
W latach 1975–1998 miejscowość administracyjnie należała do województwa kieleckiego.
Wierni Kościoła rzymskokatolickiego należą do parafii św. Alojzego Orione w Ostojowie.